# Dietilditiocarbammato d'argento
Il dietilditiocarbammato d'argento è il sale d'argento dell'acido dietilditiocarbammico.
A temperatura ambiente si presenta come un solido giallo-verde dall'odore caratteristico.